# Kaple svatého Kříže (Bañares)
Kaple svatého Kříže je románská stavba v obci Bañares (La Rioja). Je španělskou kulturní památkou (RI-51-0001606) od roku 1964. Byla postavena jako součást kláštera Santa Maria. V 15. století byl postaven nový kostel a kaple byla do něj včleněna. Roku 1975 byla posunuta kus dál jihozápadně od kostela.
V tympanonu je zobrazeno Klanění tří králů.